# 다하라역
다하라역(일본어: 田原駅)은 일본 효고현 가사이시에 위치한 호조 철도 호조 선의 철도역이다.

## 역사
- 1919년 12월 12일: 반슈 철도 역으로 여객 영업만 영업 개시.
- 1934년 12월 15일: 이전.
- 1952년 2월 18일: 국철 역으로 부활 및 개업.
- 1985년 4월 1일: 호조 철도의 역이 됨.
- 2010년 7월 28일: 신역사 완공 기념식 실시.

## 역 구조
단선 승강장 1면 1선의 구조이다. 역이 나무에 숨어 있어 다소 찾기 어렵다. 승강장 위에는 지붕과 벽이 있는 나지막한 대합실이 있다. 역 입구에는 작은 지붕이 있고 승강장까지 계단이 있다. 역전에 전화기가 있다.

## 역 주변
- 시모사토 강
- 후토오야마 고분(현, 지정 문화재)

## 인접역
| 호조 철도 호조 선 | 호조 철도 호조 선 | 호조 철도 호조 선      |
| ----------------- | ----------------- | ---------------------- |
| 아비키 아오 방면  |                   | 홋케구치 호조마치 방면 |